# ویکتوریا ساموئیلوونا توکاروا
ویکتوریا ساموئیلوونا توکاروا (به انگلیسی: Viktoriya Samuilovna Tokareva) (متولد ۲۰ نوامبر ۱۹۳۷، لنینگراد)، رمان‌نویس، سردبیر و فیلمنامه‌نویس روسی می‌باشد. او نویسنده فیلم‌نامه‌های آقایان ثروت، میمینو، یک سگ روی پیانو بود، و کلاه است.

## زندگی‌نامه
متولد ۱۹۳۷ در لنینگراد، در خانواده مهندس سامویل ناسونوویچ شفتر (۱۹۰۷–۱۹۴۵)، یهودی الاصل، اهل شهر زابوریه، ناحیه لپل، استان ویتبسک. مادر - ناتالیا استپانونا خلوپوا (۱۹۱۳–۱۹۹۵)، اصالتاً روسی-اوکراینی، اهل شهر گورلووکا، منطقه دونتسک - به عنوان گلدوزی در یک آتلیه و کنار آن به عنوان یک تایپیست‌کار می‌کرد. پدرش‌به شبه نظامیان فراخوانده شد، متعاقباً به شدت بیمار شد، بهدلیل سرطان مری در بیمارستان بستری شد و در ژانویه ۱۹۴۵ درگذشت. در طول جنگ، یک مادر و دو دختر: ویکتوریا (۱۹۳۷) و رجینا (۱۹۳۶) به روستای کیکنور، منطقه کیروف، جایی که تمام خانواده پدر اعزام شدند، سکونت گزیدند.
عشق به ادبیات او در ۱۳ سالگی، زمانی که مادرش داستان چخوف «ویولن روچیلد» را خواند خودش را نشان داد. با این حال، اشتیاق به ادبیات بلافاصله به میل برای نویسنده شدن تبدیل نشد: به عنوان یک دختر، توکاروا تصمیم گرفت در رشته پزشکی تحصیل کند. اما درخواست او رد شد و او مجبور شد آموزش موسیقی دریافت کند و به مدت چهار سال پیانو تمرین کند، ابتدا در یک مدرسه موسیقی و در کالج موسیقی لنینگراد (او در سال ۱۹۵۸ فارغ‌التحصیل شد) و سپس در کنسرواتوار دولتی N.A. Rimsky-Korsakov لنینگراد.
ویکتوریا توکاروا پس از ازدواج به مسکو نقل مکان کرد. او در مدرسه موسیقی کودکان به عنوان معلم آواز کار کرد و در همان زمان شروع به نوشتن نثر کرد، سپس به عنوان ویراستار در استودیو فیلم مسفیلم مشغول به کار شد.
در سال ۱۹۶۲، تحت حمایت شاعر سرگئی میخالکوف، توکاروا وارد VGIK در بخش فیلمنامه‌نویسی شد، که در سال ۱۹۶۷ از آن فارغ‌التحصیل شد. در سال دوم تحصیل در مؤسسه، به توصیه ولادیمیر ووینوویچ، اولین داستان کوتاه خود را با نام «روزی بدون دروغ» (انتشار «گارد جوان») منتشر کرد.
او در تلویزیون به عنوان یک نویسنده کار می‌کرد. در سال ۱۹۷۱ به اتحادیه نویسندگان اتحاد جماهیر شوروی پیوست.
کتاب‌های نوشته شده در دهه ۱۹۹۰ عبارتند از پایان مبارک (۱۹۹۵)، شادترین روز (۱۹۹۵)، به جای من (۱۹۹۵)، و اسب‌های بالدار(۱۹۹۶) که در مجلات «دنیای جدید» و «جوانی» منتشر شده‌اند.
در سال ۱۹۶۸، او جایزه گوساله طلایی باشگاه ۱۲ صندلی Literaturnaya Gazeta را دریافت کرد و یکی از سه نفر اولی شد که این جایزه به او اهدا می‌شود.

## خانواده
شوهر - ایگور دیاچنکو.
دختر - ناتالیا توکاروا (متولد ۱۹۶۵)، فیلمنامه‌نویس، روانکاو. او با والری تودوروفسکی ازدواج کرد.
نوه - پیوتر تودوروفسکی، فیلمنامه‌نویس و کارگردان (متولد ۱۹۸۶).
نوه - Ekaterina Todorovskaya (متولد ۱۹۹۵)

## آثار سینمایی
توکاروا از اواخر دهه ۱۹۶۰ کار خود را با کارگردانان مختلف سینمای شوروی آغاز کرد. بسیاری از فیلمنامه‌های توکاروا اقتباسی ازداستان‌ها یا کتاب‌های او هستند، از جمله ۱۰۰ گرم برای شجاعت (۱۹۷۶)، قبل از امتحان (۱۹۷۷)، و طلسم (۱۹۸۳).
سه فیلم جنتلمن‌های ثروتمند (۱۹۷۱، فیلمنامه با الکساندر سری و گیورگی دانلیا)، میمینو (۱۹۷۷، فیلمنامه با رواز گابریادزه و گیورگی دانلیا) و یک سگ روی پیانو بود (۱۹۷۸) بسیار موفق بودند. میمینو در سال ۱۹۷۸ جایزه دولتی و در سال ۱۹۷۷ مدال طلای جشنواره بین‌المللی فیلم مسکو را دریافت کرد.
- ۱۹۶۹ - «دربارهٔ آنچه که نبود»
- ۱۹۷۲ - «وقتی هوا کمی گرمتر شد»
- ۱۹۷۸ - «تاب پرواز»
- ۱۹۸۳ - «هیچ چیز خاصی»
- ۱۹۹۱ - «گفتن - نگفتن …»
- ۱۹۹۲ - «تعطیلات رومی»
- ۱۹۹۳ - «یک کیلوگرم شهرت چقدر است؟»
- ۱۹۹۵ - «آنتون، کفش‌هایت را بپوش!»
- ۱۹۹۵ - «به جای من»
- ۱۹۹۵ - «پایان مبارک»
- ۱۹۹۶ - «اسب بال‌دار»
- ۱۹۹۷ - «ممکن است، و غیرممکن»
- ۱۹۹۸ - «این بهترین دنیاها»
- ۲۰۰۲ - «وفاداری مرد»
- ۲۰۰۴ - «پرنده خوشبختی»
- ۲۰۰۶ - «ترور توسط عشق»
- ۲۰۰۹ - «درخت روی بام»
- ۲۰۱۲ - «موسیقی آرام پشت دیوار»
- ۲۰۱۲ - «بوق‌های کوتاه»
- ۲۰۱۳ - «به بدی امروز»
- ۲۰۱۴ - «حرامزاده‌ها هم حیف هستند»
- ۲۰۱۵ - «مولیا، کی را آوردی؟»
- ۲۰۱۵ - «مردان من»
- ۲۰۱۶ - «یک خارجی کوچک»
- ۲۰۱۶ - «حول یک فریب»
- ۲۰۱۷ - «خانه‌ها بیشتر از مردم عمر می‌کنند»
- ۲۰۱۸ - «خانه پشت روستا»
- ۲۰۱۹ - «همسر شاعر»
- ۲۰۲۰ - «ایست، یک لحظه …»
- ۲۰۲۲ - «من به هیچ چیز علاقه‌ای ندارم، اما همه چیز را می‌دانم»
- ۲۰۲۳ - «به هر حال …: داستان، مقاله، مصاحبه»

## فیلم‌شناسی
- ۱۹۶۸ - درس ادبیات
- ۱۹۷۱ -مردان ثروتمند (با جورج دانلیا و الکساندر سری)
- ۱۹۷۳ - کاملاً گمشده (اقتباس سینمایی از ماجراهای هاکلبری فین اثر مارک تواین، با جورج دانلیا)
- ۱۹۷۶ - صد گرم برای شجاعت
- ۱۹۷۷ - میمینو (با رزو گابریادزه و گئورگی دانلیا)
- ۱۹۷۷ - قبل از امتحان
- ۱۹۷۸ - یک سگ روی پیانو بود
- ۱۹۸۱ - کلاه
- ۱۹۸۳ - طلسم
- ۱۹۸۷ - تصادف
- ۱۹۹۳ - شما …
- ۲۰۰۰ - به جای من
- ۲۰۰۶- یک داستان ساده

## اقتباس از آثار ویکتوریا توکاروا
- ۱۹۶۶ - "مورد سخت" - اقتباس از داستان "تو فوراً به چیزی نخواهی رسید".
- ۱۹۶۸ - "درس ادبیات" - اقتباس از داستان "یک روز بدون دروغ".
- ۱۹۷۶ - "صد گرم برای شجاعت" - اقتباس سینمایی از داستانی به همین نام.
- ۱۹۷۷ - "قبل از امتحان" - اقتباسی از داستان "مربی شنا".
- ۱۹۷۷ - "بین بهشت و زمین"، یک فیلم نمایشنامه - اقتباسی از داستان "یک یونانی در حال رانندگی بود".
- ۱۹۷۸ - "یک سگ روی پیانو بود" - یک اقتباس سینمایی از داستان "مرد غیرعاشقانه".
- ۱۹۷۹ - "کمبود در مازایف"، فیلم-نمایشنامه - اقتباس از داستان "دزدان دریایی در دریاهای دور".
- ۱۹۷۹ - "به زبان من صحبت کن"، فیلم کوتاه - اقتباسی از داستان "تصادف".
- ۱۹۸۰ - "بستگان عمیق"، یک فیلم کوتاه - اقتباسی از داستان کوتاهی به همین نام.
- ۱۹۸۰ - "مهمان"، فیلم کوتاه - اقتباسی از داستان "The Bore".
- ۱۹۸۰ - "زیگزاگ"، یک فیلم کوتاه - اقتباسی از داستان کوتاهی به همین نام.
- ۱۹۸۱ - "کلاه" - اقتباس سینمایی از داستان "من سوار یونانی شدم."
- ۱۹۸۳ - "طلسم" - اقتباس از داستان "نه پسر، نه همسر، نه برادر".
- ۱۹۸۴ - "یک لطف کوچک" - اقتباس سینمایی از داستانی به همین نام.
- ۱۹۸۵ - "راز زمین"، فیلم کوتاه - اقتباسی از داستان کوتاهی به همین نام.
- ۱۹۸۶ - "دربارهٔ آنچه که نبود" - اقتباس سینمایی از داستان "ستاره ای در مه".
- ۱۹۸۶ - "چه کسی وارد آخرین ماشین می‌شود …" - اقتباسی از داستان "سگ پیر".
- ۱۹۸۷ - "تصادف" - اقتباس از داستان "یک روز طولانی".
- ۱۹۹۱ - "پایان خوش " - اقتباسی از داستانی به همین نام.
- ۱۹۹۲ - "ملودرام با تلاش برای قتل" - اقتباس از داستان "پنج چهره روی یک پایه".
- ۱۹۹۳ - "تو هستی …" - اقتباس از داستان "من هستم. شما هستید. او هست."
- ۱۹۹۴ - "من دوست دارم" - اقتباس از داستان "هیچ چیز خاصی".
- ۲۰۰۰ - "به جای من" - اقتباس سینمایی از داستانی به همین نام.
- ۲۰۰۱ - "بهمن" - اقتباسی از داستانی به همین نام
- ۲۰۰۶ - "مهمتر از عشق …"، فیلم تلویزیونی - اقتباسی از داستان "یک روز طولانی".
- ۲۰۰۶ - "یک داستان ساده"، یک فیلم تلویزیونی - اقتباسی از داستان "پاشا و پاولوشا".
- ۲۰۰۷ - "نیلوفرهایی برای لیلی"، فیلم تلویزیونی - اقتباسی از داستان "رزهای صورتی".
- ۲۰۰۷ - "به تنها، به درخواست"، یک فیلم تلویزیونی - اقتباسی از داستان "پیروزی خوک".
- ۲۰۰۸ - "پرنده خوشبختی"، فیلم تلویزیونی - اقتباسی از داستانی به همین نام.
- ۲۰۰۸ - "حقیقت خود"، یک فیلم تلویزیونی - اقتباسی از داستانی به همین نام. با همکاری مایا شاپووالوا.
- ۲۰۰۹ - "اولین تلاش"، یک فیلم تلویزیونی - اقتباسی از داستانی به همین نام. با همکاری مایا شاپووالوا.
- ۲۰۰۹ - "ترور از عشق"، یک فیلم تلویزیونی - اقتباسی از داستانی به همین نام. با همکاری مایا شاپووالوا.

## جوایز
نشان افتخار (۱۱ دسامبر ۱۹۸۷) - برای خدمات در ادبیات شوروی